# Krewinkel
Krewinkel est un hameau belge de l'ancienne commune de Manderfeld, situé dans la commune de Bullange dans la province de Liège en Région wallonne.
Krewinkel est le lieu le plus oriental de Belgique.